# ماساهیرو فوکازاوا
ماساهیرو فوکازاوا (انگلیسی: Masahiro Fukasawa؛ زادهٔ ۱۲ ژوئیهٔ ۱۹۷۷) بازیکن فوتبال اهل ژاپن است.
از باشگاه‌هایی که در آن بازی کرده‌است می‌توان به مونترال ایمپکت، باشگاه فوتبال تنریف، باشگاه فوتبال یوکوهاما مارینوس، باشگاه فوتبال ریور پلاته، باشگاه فوتبال بانکوک یونایتد، و باشگاه فوتبال آلبیرکس نیگاتا اشاره کرد.